# Веденський округ
Веденський округ — адміністративно-територіальна одиниця Терської області Російської імперії, що існувала в 1870-1888 і 1905-1921 роках. Адміністративний центр — село Ведено.

## Географічне положення
Розташовувався на південному сході сучасної Чечні, в районі області Ічкерія, історичної прабатьківщини чеченського народу.

## Історія
Веденський округ був утворений у 1870 році із земель Ічкеринського округу та західної частини, населеної чеченцями, скасованого Нагорного округу. 1888 року був включений до складу Грозненського округу. У 1905 році, в результаті розукрупнення Грозненського округу Терської області знову було утворено Веденський округ.
Скасовано 1921 року, коли його територія увійшла до складу Горської АРСР.

## Населення

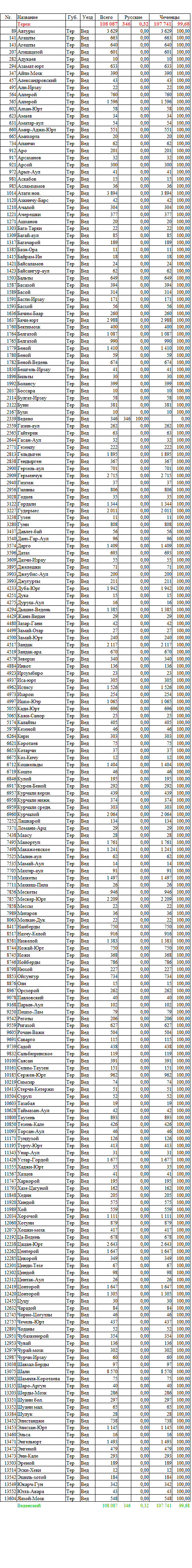
Веденський округ на 1908 рік

## Адміністративний поділ
У 1913 році до складу округу входило 87 сільських правлінь.